# Actinopus dubiomaculatus
Espèce
Actinopus dubiomaculatus est une espèce d'araignées mygalomorphes de la famille des Actinopodidae.

## Distribution
Cette espèce est endémique du Brésil. Elle se rencontre dans les États de São Paulo, du Minas Gerais, du Mato Grosso do Sul et du Rio Grande do Sul.

## Description
Le mâle décrit par Miglio, Pérez-Miles et Bonaldo en 2020 mesure 7,79 mm et la femelle 11,74 mm.

## Publication originale
- Mello-Leitão, 1923 : « Theraphosideas do Brasil. » Revista do Museu Paulista, vol. 13, p. 1-438.